# Проблемы Гильберта

Коллаж Анны Горбан (Anna Gorban) из журнала Philosophical Transactions of the Royal Society. 19 марта 2018, volume 376, issue 2118

Пробле́мы Ги́льберта — список из 23 математических задач, представленный Давидом Гильбертом на II Международном конгрессе математиков в Париже в 1900 году. Полный список из 23 задач был опубликован позже, в частности, в переводе на английский язык в 1902 году Мэри Фрэнсис Уинстон Ньюсон в Bulletin of the American Mathematical Society. Тогда эти проблемы (охватывающие основания математики, алгебру, теорию чисел, геометрию, топологию, алгебраическую геометрию, группы Ли, вещественный и комплексный анализ, дифференциальные уравнения, математическую физику и теорию вероятностей, а также вариационное исчисление) не были решены. Некоторые из них оказали большое влияние на математику XX века.
На данный момент решены 16 проблем из 23. Ещё две не являются корректными математическими проблемами (одна сформулирована слишком расплывчато, чтобы понять, решена она или нет, другая, далёкая от решения, — физическая, а не математическая). Из оставшихся пяти проблем две  не решены никак, а три решены только для некоторых случаев.
С 1900 года математики и математические организации объявляли списки проблем, но, за редким исключением, эти сборники не оказали почти такого же влияния и не произвели столько работы, сколько проблемы Гильберта. Одно из исключений представлено тремя гипотезами, высказанными Андре Вейлем в конце 1940-х годов (гипотезы Вейля). Пал Эрдёш составил список из сотни, если не тысячи математических задач, многие из которых глубокие. Эрдёш часто предлагал денежные вознаграждения; размер вознаграждения зависел от предполагаемой сложности задачи.

## Список проблем
| №  | Статус                      | Краткая формулировка | Результат | Год решения                |
| -- | --------------------------- | --- | --- | -------------------------- |
| 1  | решена                      | Проблема Кантора о мощности континуума (континуум-гипотеза) | Доказано, что проблема неразрешима в ZFC. Нет единого мнения относительно того, является ли это решением проблемы | 1940, 1963                 |
| 2  | нет консенсуса              | Непротиворечивость аксиом арифметики | Требует уточнения формулировки                                                                                    |                            |
| 3  | решена                      | Равносоставленность равновеликих многогранников | Опровергнута | 1900                       |
| 4  | слишком расплывчатая        | Перечислить метрики, в которых прямые являются геодезическими | Требует уточнения формулировки                                                                                    |                            |
| 5  | решена                      | Все ли непрерывные группы являются группами Ли? | Да | 1953                       |
| 6  | частично решена             | Математическое исследование аксиом физики | Зависит от интерпретации исходной постановки проблемы                                                             |                            |
| 7  | решена                      | Является ли число {\displaystyle 2^{\sqrt {2}}} трансцендентным (или хотя бы иррациональным) | Да | 1934                       |
| 8  | не решена, но есть прогресс | Проблема простых чисел (гипотеза Римана и проблема Гольдбаха) | Доказана тернарная гипотеза Гольдбаха.                                                                            |                            |
| 9  | частично решена             | Доказательство наиболее общего закона взаимности в любом числовом поле | Доказана для абелевого случая                                                                                     |                            |
| 10 | решена                      | Есть ли универсальный алгоритм решения диофантовых уравнений? | Нет | 1970                       |
| 11 | частично решена             | Исследование квадратичных форм с произвольными алгебраическими числовыми коэффициентами | |                            |
| 12 | не решена                   | Распространение теоремы Кронекера об абелевых полях на произвольную алгебраическую область рациональности | |                            |
| 13 | решена                      | Можно ли решить общее уравнение седьмой степени с помощью функций, зависящих только от двух переменных? | Да | 1957                       |
| 14 | решена                      | Доказательство конечной порождённости алгебры инвариантов линейной алгебраической группы | Опровергнута | 1959                       |
| 15 | частично решена             | Строгое обоснование исчислительной геометрии Шуберта | |                            |
| 16 | частично решена             | Топология алгебраических кривых и поверхностей | |                            |
| 17 | решена                      | Представимы ли определённые формы в виде суммы квадратов? | Да | 1927                       |
| 18 | решена                      | - Конечно ли число кристаллографических групп? (a) - Существуют ли нерегулярные заполнения пространства конгруэнтными многогранниками? (b) - Являются ли гексагональная и кубическая гранецентрированная упаковки шаров наиболее плотными? (c) | - Да - Да - Да | 1911 (а) 1928 (b) 1998 (c) |
| 19 | решена                      | Всегда ли решения регулярной вариационной задачи Лагранжа являются аналитическими? | Да | 1957                       |
| 20 | решена                      | Все ли регулярные вариационные задачи с определёнными граничными условиями имеют решения, если в случае необходимости самому понятию решения придать расширенное толкование?                                                                   | Да | 1937—1962                  |
| 21 | решена                      | Доказательство существования линейных дифференциальных уравнений с заданной группой монодромии | Существуют или нет, зависит от более точных формулировок задачи                                                   | 1992                       |
| 22 | частично решена             | Униформизация аналитических зависимостей с помощью автоморфных функций | |                            |
| 23 | не решена, но есть прогресс | Развитие методов вариационного исчисления | Требует уточнения формулировки                                                                                    |                            |

## 24-я проблема
Основная статья: 24-я проблема Гильберта
Изначально список содержал 24 проблемы, но в процессе подготовки к докладу Гильберт отказался от одной из них. Эта проблема была связана с теорией доказательств критерия простоты и общих методов. Данная проблема была обнаружена в заметках Гильберта немецким историком науки Рюдигером Тиле в 2000 году.

## Другие знаменитые списки проблем
Спустя ровно сто лет после оглашения списка Гильберта американский математик Стивен Смейл предложил новый список современных нерешённых проблем (часть из них уже решены). Проблемы Смейла не получили большого внимания со стороны средств массовой информации, и неясно, насколько серьёзное внимание они получают от математического сообщества. Свой список обнародовал Математический институт Клэя. Каждая проблема премии включает в себя награду в миллион долларов. В 2008 году Управление перспективных исследовательских проектов Министерства обороны США объявила о своём собственном списке из 23 проблем, которые, как она надеялась, могут привести к крупным математическим прорывам, «тем самым укрепив научно-технические возможности Министерства обороны США».